# Canal tensiodépendant

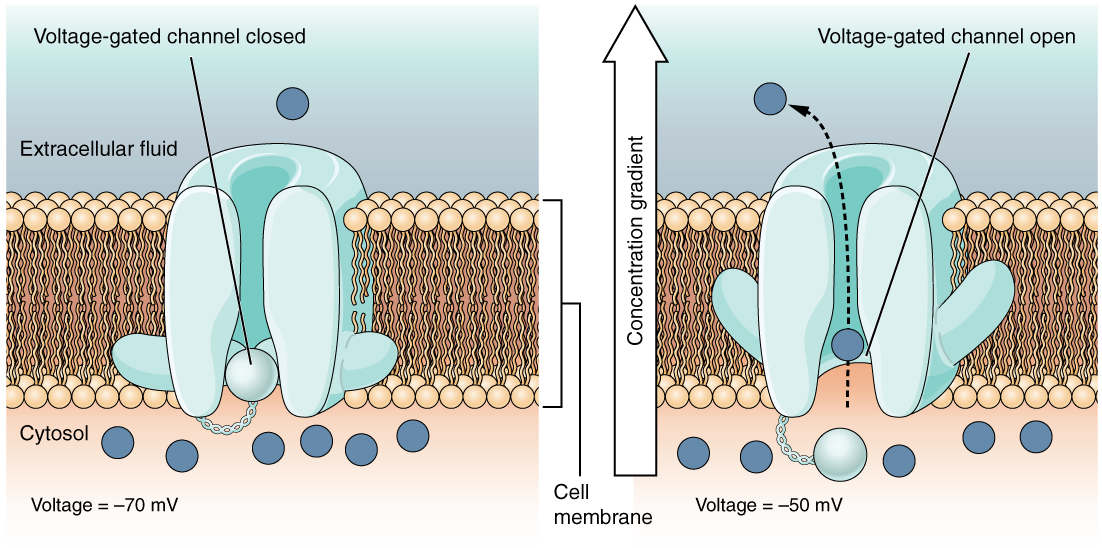
Canaux voltage-dépendant. Illustration du Textbook OpenStax Anatomy and Physiology.- 2016

Les canaux tensiodépendants sont des canaux ioniques spécialisés qui s'ouvrent ou se ferment en réponse à une variation du potentiel de membrane. Les termes canal dépendant du voltage ou canal voltage dépendant, inspirés de la terminologie anglo-saxonne (voltage-dependant calcium channel), sont très souvent utilisés.
L'adjectif tensiodépendant, proposé si récemment qu'il n'est même pas accessible par l'interrogation de NGramViewer (corpus de 2019), contrairement à dépendant du voltage ou dépendant du potentiel, est regrettable : en effet, il induit une confusion avec des canaux sensibles à la tension pris dans le sens d'étirement (stretch operated caclum channels). Si l'on veut privilégier un terme français non ambigu et non influencé par l'anglais, on devrait choisir canal sensible au potentiel ou canal dépendant du potentiel. Parfois la chasse à l'anglicisme mène à des aberrations sémantiques...